# Skulpturengarten der Bürgerschaft

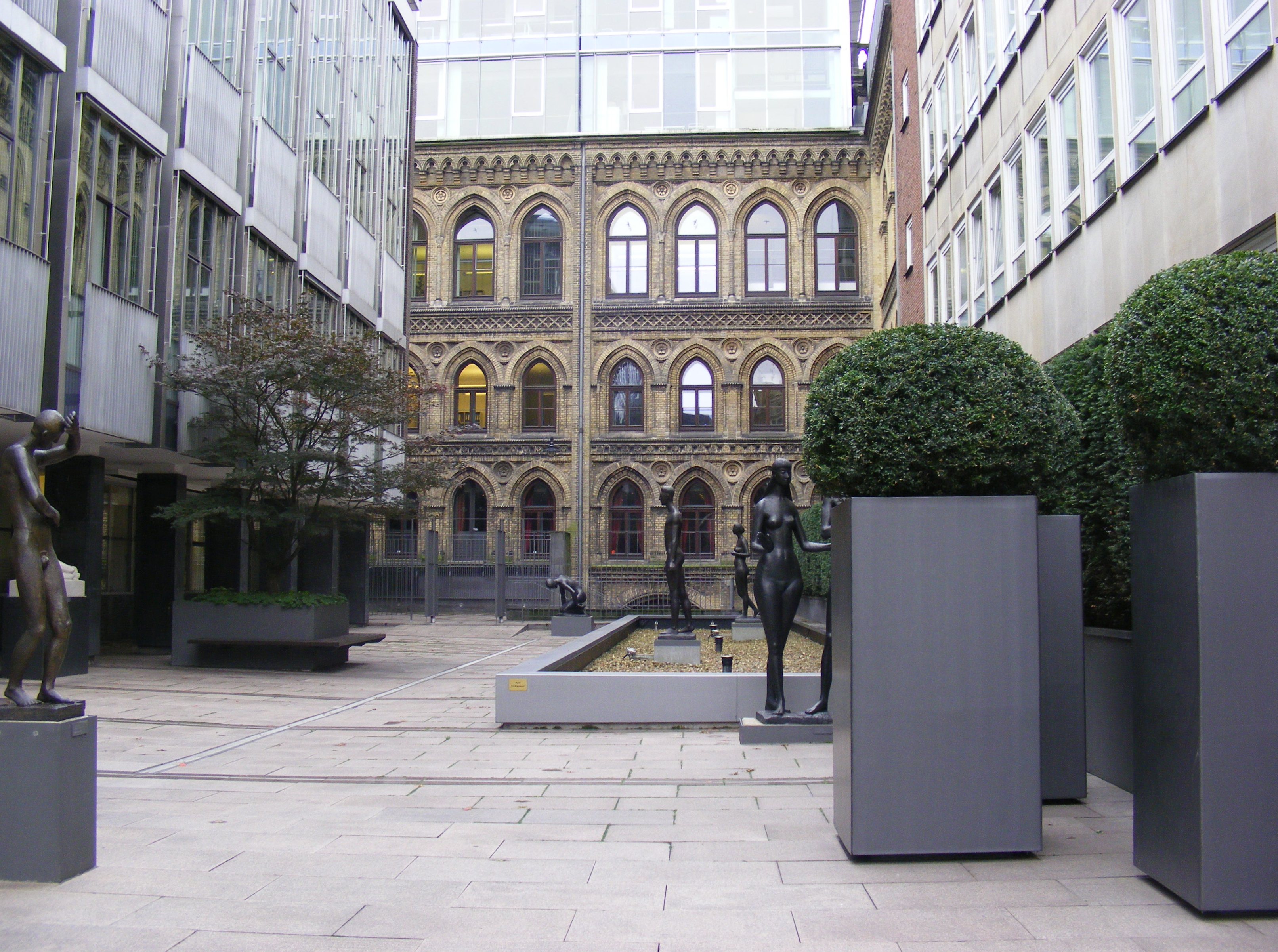
Skulpturengarten Bremen

Der Skulpturengarten der Bürgerschaft  befindet sich in Bremen im Stadtteil Mitte am Bremer Marktplatz rechts neben dem Haus der Bürgerschaft. Er kann während der Öffnungszeiten der Bremischen Bürgerschaft besichtigt werden.
Obwohl der Skulpturengarten direkt am Marktplatz liegt, ist er doch ein ruhiger Platz zum Verweilen, um die ausdrucksstarken Figuren von Gerhard Marcks zu betrachten. Die Bronzeplastiken sind zwischen 1960 und 1969 entstanden. Marcks schuf die fünf Figuren  Prima Vera (1958, Mann und Frau), Schreitender Jüngling (1960), Schreitendes Mädchen (1960), Getroffener (1963) und Verwundeter Achill (1969) in Bronze sowie die Dryade (1969) in Stein. 2005 wurde die Skulpturen neben der Bürgerschaft der Öffentlichkeit zugänglich gemacht. 
Prima Vera war ein deutsches Stummfilmmelodram von 1917, in dem sich eine junge Frau in einen Maler namens Melchior verliebt, dem sie als Modell für ein Altarbildnis sitzt. Nach viel Trubel fliehen beide nach Italien; Melchior lässt sie aber eines Tages sitzen.
Achill oder Achilleus war ein unverwundbarer Heros der Achäer in der griechischen Mythologie, der dann doch nach Homers Ilias im Trojanischen Krieg verwundet wurde und starb.
Dryaden sind Baumgeister in der griechischen Mythologie, Nymphen, die auf Eichbäumen (griechisch δρῦς (drys) für Baum, Eiche) lebten. Sie wurden als schöne weibliche Wesen vorgestellt.
Marcks (1889–1981) war einer der wichtigsten deutschen Bildhauer des 20. Jahrhunderts. In Bremen befinden sich weitere Werke von ihm u. a. im Gerhard-Marcks-Haus neben der Kunsthalle bei den Wallanlagen und im Haus der Bürgerschaft als Leihgaben. Im öffentlichen Raum stehen die Bremer Stadtmusikanten (1953, Bronze) am Bremer Rathaus, die liegende Aegina (1966, Bronze) seit 1968 in den Wallanlagen, Der Rufer (1967) seit 2007 vor Radio Bremen, Hinter der Mauer 7 und Prophet und Genius (1961, Bronze) im Garten der Villa Ichon im Ostertorviertel.